# 규모순 화산 분화 목록

2022년 1월 15일 훙가 통가-훙가 하파이 분화의 위성 사진

이 문서는 11.7 Ka에서 450+ Ma 사이에 발생한 대규모 분화의 정렬 가능한 목록이다. 날짜와 테프라 부피에 대한 불확실성은 명시되지 않으며, 참조도 반복되지 않는다. 이 목록의 포함 기준은 화산 폭발 지수 (VEI)가 5 이상인 항목만 다룬다. 마이오세 시대의 사건에 대한 주어진 값은 때때로 참조가 부족하며, 분출된 테프라 부피의 추정치로 VEI 등가로 주어진다.

## 11.7 ~ 49KA
| VEI | 화산/복합체                  | 화산호/화산대, 하위 지역, 열점        | 물질 부피 (km3) | Ka 단위의 나이 | 테프라 또는 분화명                                   |
| --- | ---------------------------- | ------------------------------------- | --------------- | -------------- | ---------------------------------------------------- |
| 6   | 롤로바우섬                   | 비스마르크 화산호                     | 50              | 12             | 칼데라 형성                                          |
| 6   | 메넨가이산                   | 케냐 대지구대                         | < 25            | 12.3           | 루플락스 응회암                                      |
| 6   | 네바도 데 톨루카             | 트란스-멕시코 화산대                  | 20              | 12.5           | 상부 톨루카 부석                                     |
| 6   | 사쿠라지마섬                 | 규슈                                  | 11              | 12.8           | 사쿠라지마-사쓰마 응회암                             |
| 6   | 라흐호                       | 아이펠 열점                           | 20              | 12.9           |                                                      |
| 6   | 니고리가와                   | 홋카이도                              | 10.9            | 14.6           |                                                      |
| 6   | 캄피 플레그레이              | 캄파니아 화산호                       | 79              | 14.9           | 나폴리 황색 응회암                                   |
| 6   | 말리세먀치크산               | 캄차카반도                            | 17.5            | 15             |                                                      |
| 6   | 도와다산                     | 혼슈                                  | 56              | 15.6           | 분화 에피소드 L                                      |
| 7   | 캄피 플레그레이              | 캄파니아 화산호                       | 알 수 없음      | 15.7           |                                                      |
| 5   | 베수비오산                   | 캄파니아 화산호                       | 1.3             | 19.3           | 녹색 부석                                            |
| 7   | 롱아일랜드, PNG              | 비스마르크 화산호                     | 100             | 19.3           | 키아우 이그님브라이트                                |
| 7   | 자바리츠키 칼데라            | 시무시르섬, 쿠릴 열도                 | 200             | 20             |                                                      |
| 6   | 라바울                       | 비스마르크 화산호                     | >10             | 21             | 쿨라우 이그님브라이트                                |
| 6   | 메넨가이산                   | 케냐 대지구대                         | 26.1            | 21             | 칼데라 형성 2                                        |
| 6   | 케이프 리바 칼데라, 산토리니 | 남에게 화산호                         | >20             | 21.8           | 케이프 리바                                          |
| 5   | 베수비오산                   | 캄파니아 화산호                       | 1.9             | 22             | 기저 부석                                            |
| 6   | 카트마이산                   | 알래스카 남서부, 알류샨 열도          | ⩾10             | 22.8           | 후기 플라이스토세 유문암 부석 낙하 및 이그님브라이트 |
| 8   | 타우포 화산                  | 타우포 화산지대                       | 1170            | 26.5           | 오루아누이 분화                                      |
| 6   | 모른 디아블로틴              | 도미니카 연방, 소앤틸리스 제도 화산호 | 14              | 26.6           | 그랜드 사반 이그님브라이트                           |
| ?   | 라구나 칼데라                | 루손섬 화산호                         | 알 수 없음      | 27-29          |                                                      |
| 5   | 베수비오산                   | 캄파니아 화산호                       | 2.2             | 28.6           | 코돌라 부석                                          |
| 6   | 캄피 플레그레이              | 캄파니아 화산호                       | ≥10             | 29.1           | Y3                                                   |
| 6   | 에몬스 호수 칼데라           | 알래스카 남서부, 알류샨 열도          | 50              | 29.3           | 도슨 테프라                                          |
| 6   | 넴루트산                     | 튀르키예                              | 65.4            | 29.7           |                                                      |
| 7-8 | 아이라 칼데라                | 규슈                                  | 940 - 1,040     | 30             | 이토 이그님브라이트                                  |
| 6   | 네모 화산                    | 오네코탄섬, 쿠릴 열도                 | 10              | 30.8           | 네모 III                                             |
| 6   | 시벨루치산                   | 캄차카반도                            | >30             | 32.2           | 칼데라 형성                                          |
| 6   | 로스 아수프레스 화산         | 트란스-멕시코 화산대                  | 11              | 32.8           | 시에네기야스 이그님브라이트                          |
| 6   | 모른 트루아 피통             | 도미니카 연방, 소앤틸리스 제도 화산호 | 58              | 33.3           | 로조 응회암/이그님브라이트                           |
| 7   | 마닌자우 호수                | 순다 화산호, 수마트라섬               | 150             | 33.6           | 라나우 응회암                                        |
| 6   | 네모 화산                    | 오네코탄섬, 쿠릴 열도                 | 31.3            | 34             | 네모 II                                              |
| 6   | 바투르산                     | 순다 화산호, 발리                     | 84              | 34.6           | 우붓 이그님브라이트                                  |
| 6   | 크수다치                     | 캄차카반도                            | 25              | 35             | 칼데라 II                                            |
| 6   | 마슈호                       | 홋카이도                              | 10              | 35.3           | 누-피                                                |
| 6   | 메넨가이산                   | 케냐 대지구대                         | 26.1            | 35.6           | 메넨가이 응회암                                      |
| 6   | 도와다산                     | 혼슈                                  | 46              | 36             | 분화 에피소드 N                                      |
| 6   | 마슈호                       | 홋카이도                              | 10              | 38.3           | 누-알                                                |
| 7   | 고렐리산                     | 캄차카반도                            | 120             | 39             | 남부 해안 절벽                                       |
| 7   | 굿샤로호                     | 홋카이도                              | 170             | 39.3           | Kp-1, 쿠차로 쇼로 화산재                             |
| 7   | 캄피 플레그레이              | 캄파니아 화산호                       | 430 - 680       | 39.9           | 캄파니아 이그님브라이트 분화                         |
| 5   | 갈레라스 화산                | 안데스, 북부 화산지대                 | 알 수 없음      | 40             |                                                      |
| 6   | 크수다치                     | 캄차카반도                            | 40              | 40             | 칼데라 I                                             |
| 6   | 우가시크-페울리크            | 알래스카 남서부, 알류샨 열도          | 30              | 40             | 칼데라 형성                                          |
| 6?  | 울릉도                       | 대한민국                              | 10?             | 40             | 울릉도-야마토 테프라                                 |
| 6   | 이로신 칼데라                | 비콜반도-레이테섬 화산호              | 70              | 41             | 이로신 이그님브라이트                                |
| 6   | 콸리보우                     | 세인트루시아, 소앤틸리스 제도 화산호  | 11              | 42.3           | 초이슬 응회암                                        |
| 6   | 세인트 헬렌스산              | 캐스케이드 화산호                     | 10.3            | 42.5           | C (Cs, Cy, Cm, Cw, Ct) (에이프 캐니언)               |
| 6   | 굿타라호                     | 홋카이도                              | 14.4 DRE        | 43             | Kt-1                                                 |
| 7   | 우존-게이제르나야 칼데라     | 캄차카반도                            | 150             | 43.6           | 우존 이그님브라이트 - 북부 필드                      |
| 6   | 골로브닌산                   | 쿠나시르섬, 쿠릴 열도                 | 15              | 43.7           | Kn III-5 테프라                                      |
| 6   | 아카기산                     | 혼슈                                  | 25.9            | 44             | 아카기-가누마 부석                                   |
| 6   | 멘델레예바                   | 쿠나시르섬, 쿠릴 열도                 | 60              | 44.5           | 칼데라 형성                                          |
| 7   | 오팔라 화산                  | 캄차카반도                            | 225             | 44.5           | 칼데라 형성                                          |
| 5-6 | 나루코산                     | 혼슈                                  | 5 - 10          | 45             | 야나기사와 응회암                                    |
| 7   | 네모 화산                    | 오네코탄섬, 쿠릴 열도                 | >115            | 45             | 네모 I                                               |
| 6   | 스미스섬 (일본)              | 이즈-보닌-마리아나 해구               | 49              | 45             |                                                      |
| 7   | 시코쓰호                     | 홋카이도                              | 350 - 390       | 46             | 칼데라 형성                                          |

## 50 ~ 99KA
| VEI | 화산/복합체               | 화산호/벨트, 하위 지역, 또는 열점 | 물질 부피 (km3) | Ka 단위의 나이 | 테프라 또는 분화명                              |
| --- | ------------------------- | --------------------------------- | --------------- | -------------- | ----------------------------------------------- |
| 6   | 굿타라                    | 홋카이도                          | 10.2 DRE        | 50             | Kt-2                                            |
| 7   | 오카타이나 화산 복합체    | 타우포 화산지대                   | >100 DRE        | 50             | 로토이티 이그님브라이트                         |
| 6   | 캄피 플레그레이           | 캄파니아 화산호                   | 13.1            | 51             | 산타 루시아 테프라                              |
| 7   | 마닌자우 호수             | 순다 화산호, 수마트라섬           | 235             | 52             | 마닌자우 발작성 용접 및 비용접 응회암           |
| 6   | 구주산                    | 규슈                              | 12              | 53.5           | 구주-한다 화산쇄류 (Kj-Hd), 구주-1 부석 (Kj-P1) |
| 6   | 스카로스 칼데라, 산토리니 | 남에게 화산호                     | 13.75           | 54             | 상부 스코리아 2                                 |
| 6   | 굿타라                    | 홋카이도                          | 20.1 DRE        | 50 - 60        | Kt-3                                            |
| 5   | 토르파외쿠들              | 아이슬란드                        | 4 DRE           | 55.4           | 토르스뫼르크 이그님브라이트와 그린란드 II-RHY-1 |
| 6   | 이스키아섬                | 캄파니아 화산호                   | ≥ 10            | 56             | X2                                              |
| 6   | 이스키아섬                | 캄파니아 화산호                   | 40              | 56             | 몬테 에포메오 녹색 응회암                       |
| 6   | 다이센산                  | 혼슈                              | 40              | 59.6           | 다이센-쿠라요시 부석                            |
| 6   | 시코쓰                    | 홋카이도                          | 50              | 60             | 샤다이 분화                                     |
| 6   | 도와다산                  | 혼슈                              | 10              | 61             | 분화 에피소드 Q                                 |
| 6   | 뉴베리 화산               | 캐스케이드 화산호                 | > 12.5          | 62.5           | 올레마 테프라, 폴리나 테프라                    |
| 6   | 하코네산                  | 혼슈                              | 20              | 66             | 하코네-도쿄 부석                                |
| 6   | 아카데미아 나우크 화산    | 캄차카반도                        | 12.5            | 69.4           | 오드노보키 O2 응회암                            |
| 6   | 로스 우메로스             | 트란스-멕시코 화산대              | 37              | 69             | 사라고사 응회암                                 |
| 6   | 로스 우메로스             | 트란스-멕시코 화산대              | 24              | 70             | 파비 응회암                                     |
| 6   | 포구산                    | 카보베르데                        | 알 수 없음      | 73             |                                                 |
| 5-6 | 나루코산                  | 혼슈                              | 5 - 10          | 73             | 니사카 응회암                                   |
| 8   | 토바 호수 칼데라          | 순다 화산호, 수마트라             | 2,800 - 5,300   | 74             | 젊은 토바 응회암                                |
| 6   | 배리어 화산               | 케냐 대지구대                     | 10              | 74             | 칼데라 형성                                     |
| 6   | 굿타라                    | 홋카이도                          | > 11 DRE        | 75             | Kt-4                                            |
| 6   | 캄피 플레그레이           | 캄파니아 화산호                   | 12.35           | 80             | CA-1a 테프라                                    |
| 6   | 볼쇼이 세먀치크           | 캄차카반도                        | 42              | 80             | 볼쇼이 세먀치크 칼데라 II                       |
| 6   | 하코네산                  | 혼슈                              | 10              | 80             | 하코네-오바라다이 부석                          |
| 7?  | 피나투보산                | 루손 화산호                       | 25              | 81             | 이나라로 응회암                                 |
| 6   | 에트나산                  | 캄파니아 화산호                   | 10              | 82.8           | X4; I-7                                         |
| 7   | 아티틀란 호수             | 중앙아메리카 화산호, 과테말라     | 300             | 84             | 로스 초코요스 분화                              |
| 6   | 굿타라                    | 홋카이도                          | 16.8 DRE        | 84             | Kt-6                                            |
| 6   | 굿샤로                    | 홋카이도                          | 25              | 85             | Kp-2/3                                          |
| 6   | 굿타라                    | 홋카이도                          | 10.8 DRE        | 84 - 87        | Kt-7                                            |
| 7-8 | 아소산                    | 규슈                              | 930 - 1,860     | 87             | 아소-4 이그님브라이트                           |
| 6   | 굿타라                    | 홋카이도                          | 9.9 DRE         | 87 - 106       | Kt-8                                            |

## 100 ~ 299KA
| VEI | 화산/복합체               | 화산호/벨트, 하위 지역, 또는 열점 | 물질 부피 (km3) | Ka 단위의 나이 | 테프라 또는 분화명              |
| --- | ------------------------- | --------------------------------- | --------------- | -------------- | ------------------------------- |
| 7   | 키카이 칼데라             | 류큐 열도                         | 알 수 없음      | 100            | 도즈하라 분화                   |
| 6   | 시에라 라 프리마베라      | 트란스-멕시코 화산대              | 90              | 100            | 탈라 응회암                     |
| 6   | 스카로스 칼데라, 산토리니 | 남에게 화산호                     | 14              | 100            | 중간 부석                       |
| 6   | 온타케산                  | 혼슈                              | 50              | 100            | 온타케-1 부석                   |
| 6   | 라바울                    | 비스마르크 화산호                 | 10?             | 100            | 보로이 이그님브라이트           |
| 6   | 라바울                    | 비스마르크 화산호                 | 10?             | 100            | 말라구나 화산쇄설물             |
| 7   | 아타 칼데라               | 규슈                              | 350             | 100            | 아타 화산쇄설물 퇴적물          |
| 6   | 산베산                    | 혼슈                              | 20              | 105            | 산베-기스키 부석                |
| 6   | 탕쿠반 프라후산           | 순다 화산호, 자와섬               | ≥ 10            | 105            | 순다 칼데라                     |
| 7   | 도야호                    | 홋카이도                          | 230 – 310       | 106            |                                 |
| 6   | 산투안탕섬                | 카보베르데                        | 10.33           | 106            | 카오 그란데 I                   |
| 6   | 캄피 플레그레이           | 캄파니아 화산호                   | ≥ 10            | 106.2          | X5                              |
| 6   | 캄피 플레그레이           | 캄파니아 화산호                   | ≥ 10            | 108.9          | X6                              |
| 7   | 굿샤로                    | 홋카이도                          | 175             | 117.5          | Kp-4, 쿠차로 하보로 화산재      |
| 7   | 에몬스 호수 칼데라        | 알래스카 남서부, 알류샨 열도      | 220             | 124            | 올드 크로 테프라                |
| 7   | 아소산                    | 규슈                              | > 150           | 130            | 아소-3 이그님브라이트           |
| 6   | 아소산                    | 규슈                              | 50              | 141            | 아소-2 이그님브라이트           |
| 6   | 옐로스톤 칼데라           | 옐로스톤 열점                     | 23?             | 143            | 콜드 마운틴 크리크 응회암       |
| 7   | 칼라보소스                | 안데스, 남부 화산지대             | 알 수 없음      | 150            | 로마 세카 응회암-단위 S         |
| 5   | 갈레라스 화산             | 안데스, 북부 화산지대             | 알 수 없음      | 150            |                                 |
| 7   | 코스-니시로스 칼데라      | 남에게 화산호                     | 110             | 161            | 코스 고원 응회암                |
| 7   | 로스 우메로스             | 트란스-멕시코 화산대              | 290 DRE         | 164            | 찰티판 이그님브라이트           |
| 7   | 아칸호                    | 홋카이도                          | 56.8 (DRE)      | 175            | AK-2                            |
| 6   | 옐로스톤 칼데라           | 옐로스톤 열점                     | 50              | 176            | 블러프 포인트 응회암            |
| 7   | 남부 칼데라, 산토리니     | 남에게 화산호                     | 알 수 없음      | 180            |                                 |
| 7   | 아와사 칼데라             | 에티오피아 대지구대               | 103.5           | 182.3          |                                 |
| 7   | 캄피 플레그레이           | 캄파니아 화산호                   | 알 수 없음      | 205            |                                 |
| 7   | 로토루아 칼데라           | 타우포 화산지대                   | 알 수 없음      | 230            | 마마쿠 이그님브라이트           |
| 7   | 마로아 칼데라             | 타우포 화산지대                   | 알 수 없음      | 230            | 오하쿠리 이그님브라이트         |
| 7   | 레포로아 칼데라           | 타우포 화산지대                   | 알 수 없음      | 230            | 카잉가로아 이그님브라이트       |
| 7   | 아타 칼데라               | 규슈                              | > 150           | 240            | 도리하마 분화                   |
| 7   | 카펭가 칼데라             | 타우포 화산지대                   | 알 수 없음      | 240            | 오하쿠이 이그님브라이트         |
| 7   | 오아 칼데라               | 에티오피아                        | 276             | 240            | Qi3 부석                        |
| 8   | 마로아 칼데라             | 타우포 화산지대                   | 알 수 없음      | 254            | 와카마루 이그님브라이트         |
| 6   | 아소산                    | 규슈                              | 알 수 없음      | 266            | 아소-1 이그님브라이트           |
| 6   | 우존-게이제르나야 칼데라  | 캄차카반도                        | 46              | 278            | 우존 이그님브라이트 - 남부 필드 |
| 7   | 하로하로 칼데라           | 타우포 화산지대                   | 알 수 없음      | 280            | 마타히나 이그님브라이트         |
| 7   | 카펭가 칼데라             | 타우포 화산지대                   | 알 수 없음      | 280            | 파카이 이그님브라이트           |
| 7   | 마닌자우 호수             | 순다 화산호, 수마트라             | 175             | 280            |                                 |

## 300 ~ 999KA
| VEI | 화산/복합체             | 화산호/벨트, 하위 지역, 또는 열점 | 물질 부피 (km3) | Ka 단위의 나이 | 테프라 또는 분화명        |
| --- | ----------------------- | --------------------------------- | --------------- | -------------- | ------------------------- |
| 7   | 칼라보소스              | 안데스, 남부 화산지대             | 알 수 없음      | 300            | 로마 세카 응회암-단위 V   |
| 7   | 카펭가 칼데라           | 타우포 화산지대                   | 알 수 없음      | 300            | 침팬지 이그님브라이트     |
| 7   | 불시니                  | 캄파니아 화산호                   | 460             | 300            | 볼세나 칼데라             |
| 7   | 캄피 플레그레이         | 캄파니아 화산호                   | 알 수 없음      | 320            |                           |
| 7   | 가쿠토 칼데라           | 규슈                              | 알 수 없음      | 321            | 가쿠토 이그님브라이트     |
| 7?  | 스이엔다니              | 혼슈                              | 알 수 없음      | 370            | 오쿠히다 화산쇄설물       |
| 7   | 브라치아노 호수         | 라치오주, 이탈리아                | > 200           | 370            | 모피 테프라               |
| 6   | 로카몬피나 칼데라       | 캄파니아 화산호                   | 알 수 없음      | 390            |                           |
| 6-7 | 메드베지아              | 이투루프섬, 쿠릴 열도             | 90              | 410            | 메드베지아 이그님브라이트 |
| 7   | 투시데 화산             | 티베스티산맥                      | 150             | 430            | 이리게 이그님브라이트     |
| 7   | 파우제트카 칼데라       | 캄차카반도                        | 375             | 440            | 골리기 이그님브라이트     |
| 7   | 투말로                  | 오리건                            | 알 수 없음      | 440            | 투말로 응회암             |
| 7   | 아이라 칼데라           | 규슈                              | 알 수 없음      | 450            | 오다 이그님브라이트       |
| 7   | 디아만테 칼데라         | 안데스, 남부 화산지대             | 알 수 없음      | 450            |                           |
| 7   | 아이라 칼데라           | 규슈                              | 알 수 없음      | 500            | 요시노 이그님브라이트     |
| 7   | 토바 칼데라             | 순다 화산호, 수마트라             | 138             | 500            | 중간 토바 응회암          |
| 7   | 고바야시 칼데라         | 규슈                              | 알 수 없음      | 520            | 고바야시 이그님브라이트   |
| 6   | 갈레라스 화산           | 안데스, 북부 화산지대             | 알 수 없음      | 560            |                           |
| 7   | 기리시마산              | 규슈                              | 알 수 없음      | 580            | 히와키 이그님브라이트     |
| 6?  | 호히 화산지대           | 규슈                              | 알 수 없음      | 600            | 유후가와 이그님브라이트   |
| 6   | 라센산                  | 캐스케이드 화산호                 | > 75            | 610            | 록클랜드 칼데라 형성      |
| 8   | 옐로스톤 고원 화산 지대 | 옐로스톤 열점                     | ⩾ 1,000         | 631            | 라바크릭 응회암           |
| 7   | 아카틀란 화산지대       | 트란스-멕시코 화산대              | 150             | 650            | 아카틀란 이그님브라이트   |
| 7   | 호히 화산지대           | 규슈                              | 알 수 없음      | 650            | 세이간지-토가 테프라      |
| 7   | 카미타카라              | 혼슈                              | 알 수 없음      | 650            |                           |
| 7   | 카펭가 칼데라           | 타우포 화산지대                   | 알 수 없음      | 680            | 마타하나 A                |
| 7   | 카펭가 칼데라           | 타우포 화산지대                   | 알 수 없음      | 710            | 와이오타푸 이그님브라이트 |
| 7   | 롱 밸리 칼데라          | 동부 캘리포니아주                 | 790             | 760            | 비숍 응회암               |
| 7   | 카펭가 칼데라           | 타우포 화산지대                   | 알 수 없음      | 830            | 마타하나 B                |
| 7   | 칼라보소스              | 안데스, 남부 화산지대             | 알 수 없음      | 840            | 로마 세카 응회암-단위 L   |
| 8   | 토바 호수 칼데라        | 순다 화산호, 수마트라             | 5,290           | 840            | 토바 응회암               |
| 7   | 시시무타 칼데라         | 규슈                              | 알 수 없음      | 870            | 이마이치 이그님브라이트   |
| 7   | 톤다노 칼데라           | 술라웨시 북부, 술라웨시           | 600 - 950       | 870            |                           |
| 7   | 망가키노 칼데라         | 타우포 화산지대                   | 알 수 없음      | 950            | 마셜 이그님브라이트       |
| 7   | 망가키노 칼데라         | 타우포 화산지대                   | 알 수 없음      | 970            | 단위 E                    |

## 1 ~ 9.9MA
| VEI           | 화산/복합체                                 | 화산호/벨트, 하위 지역, 또는 열점 | 물질 부피 (km3) | Ma 단위의 나이 | 테프라 또는 분화명                                                   |
| ------------- | ------------------------------------------- | --------------------------------- | --------------- | -------------- | -------------------------------------------------------------------- |
| 7             | 북 바테                                     | 바누아투                          | 알 수 없음      | 1              | 에파테 부석 형성                                                     |
| 7             | 망가키노 칼데라                             | 타우포 화산지대                   | 알 수 없음      | 1              | 로키 힐 이그님브라이트                                               |
| 7             | 시시무타 칼데라                             | 규슈                              | 알 수 없음      | 1              | 야바케이 이그님브라이트                                              |
| 7             | 다마가와 칼데라                             | 혼슈                              | 알 수 없음      | 1              |                                                                      |
| 7             | 도노헤쓰리 칼데라                           | 혼슈                              | 알 수 없음      | 1              | 사이고 이그님브라이트                                                |
| 7             | 토카치 미쓰마타 칼데라                      | 홋카이도                          | > 130           | 1              |                                                                      |
| 8             | 망가키노 칼데라                             | 타우포 화산지대                   | 알 수 없음      | 1.01           | 키드냅퍼스 이그님브라이트                                            |
| 8             | 아와사 칼데라                               | 에티오피아 대지구대               | 1000            | 1.09           |                                                                      |
| 8             | 가켈 해령 칼데라                            | 가켈 해령, 북극해                 | 3000            | 1.1            |                                                                      |
| 7             | 아카데미아 나우크 화산                      | 캄차카반도                        | 100             | 1.13           | 스테나-소볼리니 이그님브라이트                                       |
| 7             | 쿨샨 칼데라                                 | 캐스케이드 화산호                 | > 117.5         | 1.149          | 타프스 호수 테프라, 스위프트 크리크 이그님브라이트, 쿨샨 칼데라 형성 |
| 7             | 망가키노 칼데라                             | 타우포 화산지대                   | 알 수 없음      | 1.18           | 아후로아 이그님브라이트                                              |
| 7             | 호히 화산지대                               | 규슈                              | 알 수 없음      | 1.2            | 시키도 이그님브라이트                                                |
| 6             | 토바 칼데라                                 | 순다 화산호, 수마트라             | 알 수 없음      | 1.2            | 하랑골 데사이트 응회암                                               |
| 7             | 도노헤쓰리 칼데라                           | 혼슈                              | 알 수 없음      | 1.2            | 아시노 이그님브라이트                                                |
| 7             | 망가키노 칼데라                             | 타우포 화산지대                   | 알 수 없음      | 1.2            | 단위 D                                                               |
| 8             | 망가키노 칼데라                             | 타우포 화산지대                   | 알 수 없음      | 1.21           | 옹가티티 이그님브라이트                                              |
| 7             | 바예스 칼데라                               | 뉴멕시코주, 미국 (라톤 열점)      | 690             | 1.223          | 상부 반델리에르 응회암                                               |
| 7             | 옐로스톤 고원 화산 지대                     | 옐로스톤 열점                     | > 280 (DRE)     | 1.27           | 메사 폭포 응회암                                                     |
| 7             | 푸리코 복합체                               | 안데스, 중앙 화산지대             | 알 수 없음      | 1.3            | 푸리코 이그님브라이트                                                |
| 7             | 도노헤쓰리 칼데라                           | 혼슈                              | 알 수 없음      | 1.4            | 쿠마도 이그님브라이트                                                |
| 7             | 도카치다케                                  | 홋카이도                          | 알 수 없음      | 1.4            | 도카치 이그님브라이트                                                |
| 7             | 망가키노 칼데라                             | 타우포 화산지대                   | 알 수 없음      | 1.4            | 단위 C                                                               |
| 7             | 망가키노 칼데라                             | 타우포 화산지대                   | 알 수 없음      | 1.53           | 단위 B                                                               |
| 7             | 망가키노 칼데라                             | 타우포 화산지대                   | 알 수 없음      | 1.55           | 단위 A                                                               |
| 7             | 지가타케산                                  | 혼슈                              | 알 수 없음      | 1.6            | 오미네 이그님브라이트                                                |
| 7             | 바예스 칼데라                               | 뉴멕시코주, 미국                  | 690             | 1.61           | 하부 반델리에르 응회암                                               |
| 7             | 지가타케산                                  | 혼슈                              | 알 수 없음      | 1.65           |                                                                      |
| 6             | 세로 과차                                   | 알티플라노-푸나 화산 복합체       | 알 수 없음      | 1.7            | 푸리피카 초이코 이그님브라이트                                       |
| 7             | 영섬                                        | 발레니 제도                       | 100             | 1.7            | 엘타닌                                                               |
| 7             | 볼셰이-반나야                               | 캄차카반도                        | 800             | 1.7            |                                                                      |
| 7             | 호타카다케산                                | 혼슈                              | 알 수 없음      | 1.75           | 에비수토게-후쿠다 테프라                                             |
| 7             | 호타카다케산                                | 혼슈                              | 알 수 없음      | 1.76           | 뉴카와 이그님브라이트                                                |
| 7             | 바예스 칼데라                               | 뉴멕시코주, 미국                  | ⩾ 100           | 1.78           | 샌디에이고 캐니언 이그님브라이트                                     |
| 7             | 카림시나                                    | 캄차카반도                        | 알 수 없음      | 1.78           |                                                                      |
| 7             | 아티틀란 호수                               | 중앙아메리카 화산호, 과테말라     | 알 수 없음      | 1.8            |                                                                      |
| 7             | 지가타케산                                  | 혼슈                              | 알 수 없음      | 1.88           | 키타자와 이그님브라이트                                              |
| 7             | 도카치다케                                  | 홋카이도                          | 알 수 없음      | 1.9            | 비에이 이그님브라이트                                                |
| 7             | 지가타케산                                  | 혼슈                              | 알 수 없음      | 2              | 레이쇼지 이그님브라이트                                              |
| 7             | 지가타케산                                  | 혼슈                              | 알 수 없음      | 2              | Ht-3 이그님브라이트                                                  |
| 7             | 지가타케산                                  | 혼슈                              | 알 수 없음      | 2              | 뉴노미 이그님브라이트                                                |
| 7             | 지가타케산                                  | 혼슈                              | 알 수 없음      | 2              | 이치우다 이그님브라이트                                              |
| 7             | 호타카다케산                                | 혼슈                              | 알 수 없음      | 2              | 소네하라 이그님브라이트                                              |
| 7             | 다마가와 칼데라                             | 혼슈                              | 알 수 없음      | 2              |                                                                      |
| 8             | 옐로스톤 고원 화산 지대                     | 옐로스톤 열점                     | 2160            | 2.0794         | 허클베리 능선 응회암 A & B                                           |
| 7             | 옐로스톤 고원 화산 지대                     | 옐로스톤 열점                     | 290             | 2.113          | 허클베리 능선 응회암 C                                               |
| 7             | 지가타케산                                  | 혼슈                              | 알 수 없음      | 2.18           | 다니구치 이그님브라이트                                              |
| 8             | 세로 갈란                                   | 안데스, 중앙 화산지대             | 1030            | 2.2            | 세로 갈란 이그님브라이트                                             |
| 7?            | 에르지예스산                                | 튀르키예                          | 알 수 없음      | 2.52           | 발리바바테페 이그님브라이트                                          |
| ^^^^제4기^^^^ |                                             |                                   |                 |                |                                                                      |
| 7             | 히와다 칼데라                               | 혼슈                              | 알 수 없음      | 2.8            | 호토케자와 이그님브라이트                                            |
| 8             | 파스토스 그란데스 칼데라                    | 안데스, 중앙 화산지대             | 1500            | 2.9            | 파스토스 그란데스 이그님브라이트                                     |
| 7             | 테라기 칼데라                               | 혼슈                              | 알 수 없음      | 3.03           | 테라기 그룹                                                          |
| 7             | 세로 과차                                   | 알티플라노-푸나 화산 복합체       | 알 수 없음      | 3.5            | 타라 이그님브라이트                                                  |
| 7             | 유노사와 칼데라                             | 혼슈                              | 알 수 없음      | 3.5            | 오비라키야마 응회암                                                  |
| 8             | 파카나 칼데라                               | 안데스, 중앙 화산지대             | 2800            | 4              | 아타나 이그님브라이트                                                |
| 8             | 하이세 화산지대                             | 옐로스톤 열점                     | 알 수 없음      | 4.45           | 킬고어 응회암                                                        |
| ?             | 하이세 화산지대                             | 옐로스톤 열점                     | 알 수 없음      | 5.51           | 코난트 크리크 응회암                                                 |
| 8             | 세로 과차                                   | 알티플라노-푸나 화산 복합체       | 1300            | 5.7            | 과차 이그님브라이트                                                  |
| 7             | 세로 파니소스                               | 안데스, 중앙 화산지대             | 알 수 없음      | 6.1            | 파니소스 이그님브라이트                                              |
| ?             | 하이세 화산지대                             | 옐로스톤 열점                     | 알 수 없음      | 6.27           | 월콧 응회암                                                          |
| 8             | 하이세 화산지대                             | 옐로스톤 열점                     | 알 수 없음      | 6.62           | 블랙테일 응회암                                                      |
| 7             | 블랙 마운틴 칼데라                          | 사우스웨스트 네바다 화산지대      | 알 수 없음      | 7              | 서스티 캐니언 응회암                                                 |
| 7             | 파스토스 그란데스 칼데라 또는 빌라마 칼데라 | 안데스, 중앙 화산지대             | 알 수 없음      | 8.3            | 시폰 이그님브라이트                                                  |
| ?             | 트윈 폴스 화산지대                          | 옐로스톤 열점                     | 알 수 없음      | 8.6-10         |                                                                      |
| 8             | 그레이스 랜딩 초분화                        | 옐로스톤 열점                     | > 2800          | 8.72           | 그레이스 랜딩 이그님브라이트                                         |
| 8             | 맥뮬런 초분화                               | 옐로스톤 열점                     | > 1700          | 8.99           | 맥뮬런 이그님브라이트                                                |

## 10MA 이전 시기
| VEI            | 화산/복합체                      | 화산호/벨트, 하위 지역, 또는 열점   | 물질 부피 (km3) | Ma 단위의 나이 | 테프라 또는 분화명                                                                                         |
| -------------- | -------------------------------- | ----------------------------------- | --------------- | -------------- | --- |
| ?              | 피카보 화산지대                  | 옐로스톤 열점                       | 알 수 없음      | 10 – 10.2      | 아르본 밸리 응회암                                                                                         |
| 7-8            | 브루노-자비지 칼데라             | 옐로스톤 열점                       | 950             | 10 – 12.5      | 애쉬폴 화석층 분화                                                                                         |
| 7              | 팀버 마운틴 칼데라 복합체        | 사우스웨스트 네바다 화산지대        | 알 수 없음      | 11.45          | 팀버 마운틴 응회암 - 암모니아 탱크 멤버                                                                    |
| 8              | 팀버 마운틴 칼데라 복합체        | 사우스웨스트 네바다 화산지대        | 알 수 없음      | 11.6           | 팀버 마운틴 응회암 - 레이니어 메사 멤버                                                                    |
| 8              | 페인트브러시 칼데라              | 사우스웨스트 네바다 화산지대        | 알 수 없음      | 12.7           | 페인트브러시 응회암 - 토포파 스프링 멤버                                                                   |
| 8              | 페인트브러시 칼데라              | 사우스웨스트 네바다 화산지대        | 알 수 없음      | 12.8           | 페인트브러시 응회암 - 티바 캐니언 멤버                                                                     |
| 7              | 소보산                           | 규슈                                | 알 수 없음      | 12.8           | |
| ?              | 오와이히-험볼트 화산지대         | 옐로스톤 열점                       | 알 수 없음      | 13.9-12.8      | |
| 7              | 가타무키산                       | 규슈                                | 알 수 없음      | 13             | |
| 7              | 사일런트 캐니언 칼데라 복합체    | 사우스웨스트 네바다 화산지대        | 알 수 없음      | 13             | 벨티드 레인지 응회암                                                                                       |
| 7              | 크레이터 플랫 그룹               | 사우스웨스트 네바다 화산지대        | 알 수 없음      | 13.25          | 크레이터 플랫 응회암, 불프로그 멤버                                                                        |
| 7              | 시타라 칼데라                    | 혼슈                                | 알 수 없음      | 15.1-13.1      | |
| 8              | 오다이 칼데라                    | 혼슈                                | 알 수 없음      | 13.7           | 무로 이그님브라이트                                                                                        |
| 8              | 오쿠에산                         | 규슈                                | 알 수 없음      | 13.7           | 오쿠에야마 화산-관입 복합체                                                                                |
| 7              | 이시즈치산                       | 시코쿠                              | 알 수 없음      | 14             | |
| 8              | 쿠마노 칼데라                    | 혼슈                                | 알 수 없음      | 14.4           | 쿠마노 산성암                                                                                              |
| 8              | 출처 미상                        | 안데스, 중앙 화산지대               | 1100            | 15             | 와일릴라스 이그님브라이트                                                                                  |
| 7              | 맥더밋 화산지대, 북부            | 옐로스톤 열점                       | 알 수 없음      | 15             | 화이트호스 크리크 응회암                                                                                   |
| ?              | 오와이히 호수 화산지대           | 옐로스톤 열점?                      | 알 수 없음      | 15             | |
| 8              | 오스즈산                         | 규슈                                | 알 수 없음      | 15.1           | 오스즈야마 화산-관입 복합체                                                                                |
| ?              | 노스웨스트 네바다 화산지대       | 옐로스톤 열점?                      | 알 수 없음      | 16.5-15.5      | |
| 7              | 맥더밋 화산지대, 남부            | 옐로스톤 열점                       | 알 수 없음      | 15.6           | 롱리지 응회암 멤버 2-3                                                                                     |
| 7              | 맥더밋 화산지대, 남부            | 옐로스톤 열점                       | 알 수 없음      | 15.6           | 롱리지 응회암 멤버 5                                                                                       |
| 7              | 맥더밋 화산지대, 남부            | 옐로스톤 열점                       | 알 수 없음      | 15.7           | 더블 H 응회암                                                                                              |
| 7              | 맥더밋 화산지대, 북부            | 옐로스톤 열점                       | 알 수 없음      | 15.8           | 트라우트 크리크 산 응회암                                                                                  |
| ?              | 맥더밋 화산지대, 남부            | 옐로스톤 열점                       | 알 수 없음      | 16             | 호핀 봉우리 응회암                                                                                         |
| 7              | 맥더밋 화산지대, 남부            | 옐로스톤 열점                       | 알 수 없음      | 16.5           | 오리건 캐니언 응회암                                                                                       |
| 8              | 옥사야 지층                      | 안데스, 중앙 화산지대               | 3000            | 19             | 옥사야 이그님브라이트                                                                                      |
| 7              | 벨크냅산 칼데라                  | 메리스베일 화산지대                 | 알 수 없음      | 19             | 조 로트 멤버                                                                                               |
| 7              | 세밀리르                         | 순다 화산호, 자와섬                 | 480             | 21             | 세밀리르 분화                                                                                              |
| ^^^^신진기^^^^ |                                  |                                     |                 |                | |
| 7              | 먼로 봉우리 칼데라               | 메리스베일 화산지대                 | 알 수 없음      | 23             | 오시리스 응회암                                                                                            |
| 8              | 라가리타 칼데라                  | 산후안 화산지대                     | 5000            | 27.8           | 피시캐니언 응회암                                                                                          |
| 8?             | 배철러                           | 산후안 화산지대                     | 1000            | 28             | 카펜터 능선 응회암                                                                                         |
| 8              | 산후안                           | 산후안 화산지대                     | 알 수 없음      | 28             | 사피네로 메사 응회암                                                                                       |
| 8?             | 언컴파그레                       | 산후안 화산지대                     | 1000            | 28.1           | 딜런 응회암 & 사피네로 메사 응회암                                                                         |
| 8?             | 플라토로                         | 산후안 화산지대                     | 1000            | 28.2           | 치키토 피크 응회암                                                                                         |
| 8              | 버섬                             | 뉴멕시코 남부                       | 알 수 없음      | 28.5           | 아파치 스프링스 응회암                                                                                     |
| 8              | 화이트 록 칼데라                 | 인디언 피크-칼리엔테 칼데라 복합체  | 알 수 없음      | 29.2           | 룬드 응회암                                                                                                |
| 8              | 사나 이그님브라이트              | 아프리카-아라비아                   | 알 수 없음      | 29.5           | 테프라 2W63                                                                                                |
| 8              | 이프타르 알칼브                  | 아프리카-아라비아                   | 알 수 없음      | 29.5           | 테프라 4 W                                                                                                 |
| 8              | 삼 이그님브라이트                | 예멘                                | 알 수 없음      | 29.5           | 녹색 응회암                                                                                                |
| 8              | 자발 쿠라 이그님브라이트         | 예멘                                | 알 수 없음      | 29.6           | |
| 8              | 와와스프링스 칼데라              | 인디언 피크-칼리엔테 칼데라 복합체  | 5900            | 30.06          | 와와스프링스 응회암                                                                                        |
| 8              | 윈도스 버트 응회암               | 네바다 중부                         | 알 수 없음      | 33             | 윈도스 버트 응회암                                                                                         |
| 8              | 에모리 칼데라                    | 뉴멕시코 남서부                     | 알 수 없음      | 34.9           | 니일링 눈 응회암, 록스 주립공원 도시                                                                       |
| 8              | 프린스턴산                       | 서티나인 마일 화산 지역, 콜로라도주 | 알 수 없음      | 35.3           | 월 마운틴 응회암                                                                                           |
| 7              | 베넷 레이크 화산 복합체          | 스쿠쿰 그룹                         | 알 수 없음      | 50             | |
| ^^^^고진기^^^^ |                                  |                                     |                 |                | |
| 8              | 데칸 트랩                        | 인도 서부-중부                      | 알 수 없음      | 66             | 이 화산 활동은 칙술루브 운석 충돌 약 30만 년 후에 발생했으며, 공룡 멸종에 또 다른 기여 요인이었을 수 있다. |
| 8              | 출처 미상                        | 혼슈                                | 알 수 없음      | 70             | 노이 유문암                                                                                                |
| 8              | 온통-자바-마니히키-히쿠랑이 고원 | 남서 태평양, 솔로몬 제도 북부       | 알 수 없음      | 121            | 단일 화산으로서의 존재는 논란의 여지가 있다. 화산 체인일 가능성도 있다.                                    |
| 8              | 과라푸아바-타마라나-사루사스     | 파라나-에텐데카 트랩                | 알 수 없음      | 132            | 단일 화산으로서의 존재는 논란의 여지가 있다. 화산 체인일 가능성도 있다.                                    |
| 8              | 산타 마리아 프리아               | 파라나-에텐데카 트랩                | 알 수 없음      | 132            | 단일 화산으로서의 존재는 논란의 여지가 있다. 화산 체인일 가능성도 있다.                                    |
| 8              | 과라푸아바-벤투라                | 파라나-에텐데카 트랩                | 알 수 없음      | 132            | 단일 화산으로서의 존재는 논란의 여지가 있다. 화산 체인일 가능성도 있다.                                    |
| 8              | 하이 아일랜드 칼데라             | 홍콩                                | 알 수 없음      | 140            | |
| ^^^^백악기^^^^ |                                  |                                     |                 |                | |
| 8              | 오라 칼데라                      | 남부 알프스, 이탈리아               | 알 수 없음      | 277–274        | 오라 지층                                                                                                  |
| 7              | 알텐베르크-테플리체 칼데라       | 알텐베르크-테플리체 화산 복합체     | 알 수 없음      | 325-317        | 테플리체 유문암 칼데라 내 퇴적물                                                                           |
| 8              | 세레베리안 칼데라                | 루비콘 밸리                         | 알 수 없음      | 374            | 세레베리안 칼데라는 현재 중앙 빅토리아주 에일든 호수 국립공원의 메리스빌 화성암 복합체 북부를 형성한다.    |
| 8              | 글렌코 (스코틀랜드)              | 스코틀랜드                          | 알 수 없음      | 420            | |
| 8              | 스캐펠스                         | 레이크디스트릭트                    | 알 수 없음      | 450+           | |

## 같이 보기
- 지질 시대
- 지구의 화산 활동 연표
- 분지 및 산맥 지역의 대규모 화산 분화 목록

## 참고 문헌
- Ward, Peter L. (2009년 4월 2일). 《Sulfur Dioxide Initiates Global Climate Change in Four Ways》 (PDF). 《Thin Solid Films》 517. 3188–3203쪽. Bibcode:2009TSF...517.3188W. doi:10.1016/j.tsf.2009.01.005. 2010년 1월 20일에 원본 문서 (PDF)에서 보존된 문서. 2010년 3월 19일에 확인함.
  - 보충 표 I: “Supplementary Table to P.L. Ward, Thin Solid Films (2009) Major volcanic eruptions and provinces” (PDF). Teton Tectonics. 2010년 1월 20일에 원본 문서 (PDF)에서 보존된 문서. 2010년 3월 16일에 확인함.
  - 보충 표 II: “Supplementary References to P.L. Ward, Thin Solid Films (2009)” (PDF). Teton Tectonics. 2010년 1월 20일에 원본 문서 (PDF)에서 보존된 문서. 2010년 3월 16일에 확인함.
- “Large Holocene Eruptions”. 스미스소니언 협회, 글로벌 화산 프로그램. 2010년 4월 17일에 확인함.

## 추가 자료
- Scott E. Bryan; Ingrid Ukstins Peate; David W. Peate; Stephen Self; Dougal A. Jerram; Michael R. Mawby; J.S. Marsh; Jodie A. Miller (2010). 《The largest volcanic eruptions on Earth》 (PDF). 《Earth-Science Reviews》 102. 207–229쪽. Bibcode:2010ESRv..102..207B. doi:10.1016/j.earscirev.2010.07.001.
- Volcano Global Risk Identification and Analysis Project Website “VOGRIPA”.
- Lee Siebert; Tom Simkin; Paul Kimberly (2011). 《Volcanoes of the World》. 캘리포니아 대학교 출판부. ISBN 9780520268777.

틀:화산 목록